# جونيوس (نيويورك)
جونيوس (بالإنجليزية: Junius, New York)‏ هي بلدة أمريكية تقع في الولايات المتحدة في مقاطعة سينيكا، نيويورك. يقدر عدد سكانها بـ 1,362 نسمة ومساحتها 69.5 كم2 وترتفع عن سطح البحر 158 متر.